# Institut pluridisciplinaire Hubert-Curien
L'Institut pluridisciplinaire Hubert-Curien (IPHC) est une unité mixte de recherche (UMR 7178) du CNRS et de l'université de Strasbourg. Créé le 1er janvier 2006, il est situé sur le campus de Cronenbourg, à Strasbourg. Il regroupe aujourd’hui 400 agents dans 22 équipes et ses activités de recherche sont développées dans 4 départements.

## Historique et présentation générale
Fondé en janvier 2006, l’IPHC est un exemple de réussite de la pluridisciplinarité où des équipes de recherche de cultures scientifiques différentes développent des programmes de très haut niveau avec pour socle l’instrumentation scientifique. L’institut est une unité mixte de recherche dépendant du CNRS et de l’université de Strasbourg issu de la fusion de trois laboratoires :
- L'Institut de recherches subatomiques (IReS), laboratoire de l'IN2P3 dont les domaines de recherche principaux sont la physique des particules et la physique nucléaire.
- Le Centre d'écologie et physiologie énergétiques (CEPE), centre d'écologie et physiologie énergétiques du CNRS.
- Le laboratoire des sciences analytiques et interactions ioniques moléculaires et biomoléculaires, une unité mixte CNRS et université Louis Pasteur.

Le nom d'Hubert Curien pour ce nouvel institut pluridisciplinaire s'est imposé tout naturellement, à la fois par l'engagement passé de ce grand scientifique et parce que son action a été déterminante pour les travaux de recherche qui ont initié la collaboration entre les deux unités de chimie et de sciences de la vie associées dans ce projet.

## Départements de recherche
La réussite et la force de l’IPHC résident dans les programmes pluridisciplinaires de l’Institut qui ont su se développer avec pertinence depuis 2006, ainsi que des recherches au plus haut niveau international dans les domaines scientifiques respectifs de chaque département. Les activités de recherche des quatre départements sont par ailleurs soutenues par des services techniques et plateformes techniques reconnues au niveau national (labels CNRS, et université) et international.

### Département de recherches subatomiques (DRS)
En sondant les propriétés des constituants subatomiques de la matière et leurs interactions, les physiciens tentent de comprendre les mondes de l’infiniment grand à l’infiniment petit dans le cadre de collaborations internationales. Ce champ d’investigation, théorique et expérimental, explore des domaines aussi variés que la physique du noyau, la physique des particules et celle des astroparticules. Les compétences scientifiques du département de recherches subatomiques s’expriment également dans des domaines plus appliqués, souvent à la frontière entre les disciplines, comme la radiochimie et la radioprotection.

### Département d’écologie, physiologie et éthologie (DEPE)
Le département d’écologie, physiologie et éthologie étudie les stratégies adaptatives des espèces animales face aux contraintes environnementales naturelles ou d’origine anthropique. Des suivis écophysiologiques, comportementaux, éthologiques et démographiques sont menés sur des espèces patrimoniales, exotiques ou encore l’homme, en milieu naturel, en milieu contrôlé et en laboratoire. L’objectif est d’évaluer les capacités de survie des espèces dans un monde en rapide changement et d’apporter une base scientifique d’aide à la prise de décision.

### Département des sciences analytiques (DSA)
Le département des sciences analytiques a pour vocation de développer les nouveaux outils d’analyse qui permettront demain de mieux comprendre, les interactions de l’homme avec son environnement (pollution, alimentation) et de diagnostiquer et imager les maladies qui nous affectent. Pour y parvenir, le DSA s’appuie sur des compétences uniques pour séparer les molécules, les analyser et comprendre leur fonctionnement et leurs propriétés et si nécessaire, en créer de nouvelles mieux adaptées.

### Département radiobiologie, hadronthérapie et imagerie moléculaire (DRHIM)
Le département de radiologie, hadronthérapie et imagerie moléculaire est constitué d’ingénieurs et de chercheurs en physique, chimie et biologie, ainsi que de cliniciens. Le département développe une recherche multidisciplinaire principalement sur l’imagerie moléculaire, et l’amélioration et le contrôle des plans de traitement en hadronthérapie.

## Accès
Il est desservi par les lignes de bus G, 19, 50 et 70 de la compagnie des transports strasbourgeois (CTS).